# Gütenbach

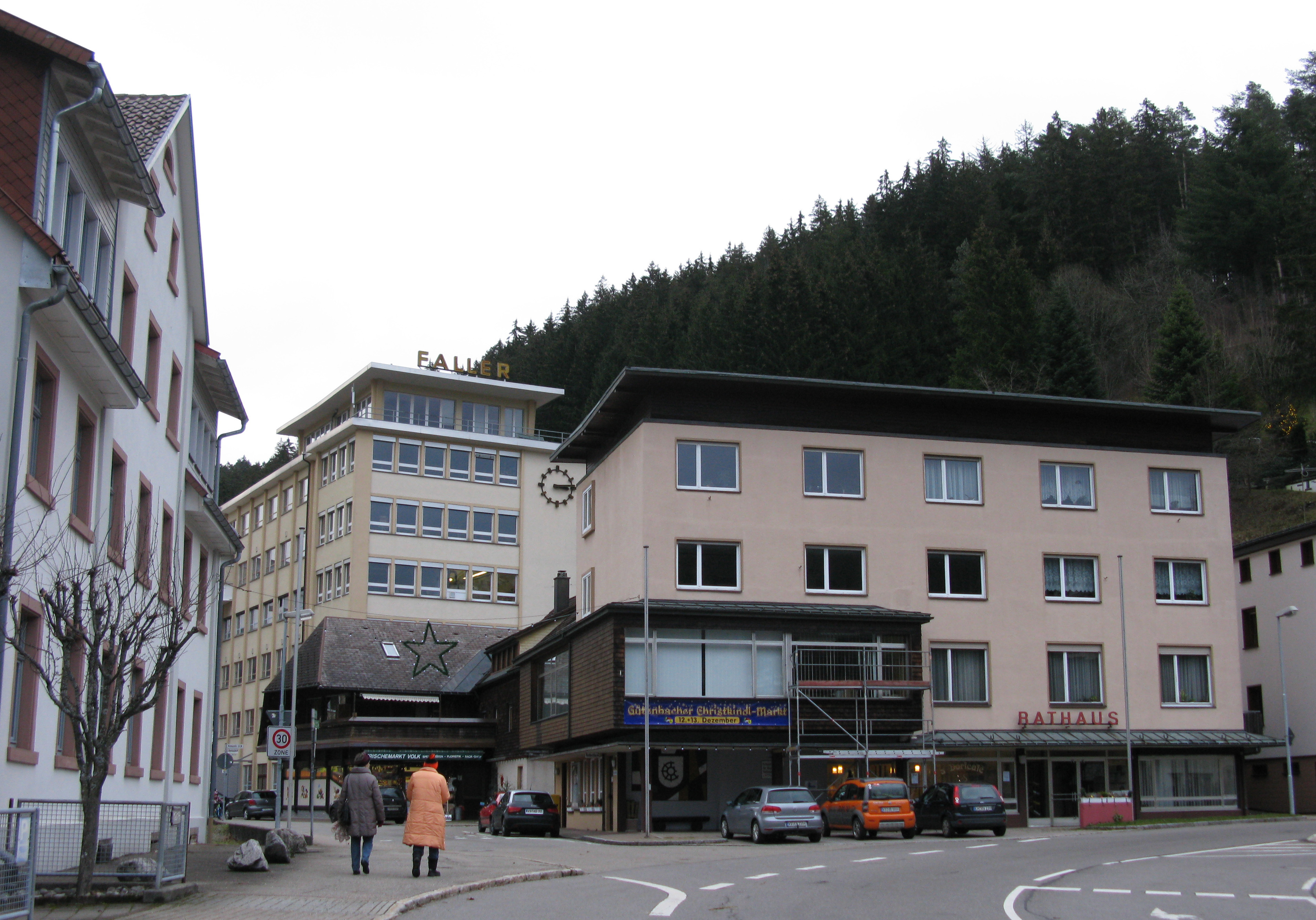
Gütenbach Ortsmitte mit der Firma Faller und Rathaus

Gütenbach ist eine Gemeinde in Baden-Württemberg und gehört zum Schwarzwald-Baar-Kreis.

## Geographie

### Geographische Lage

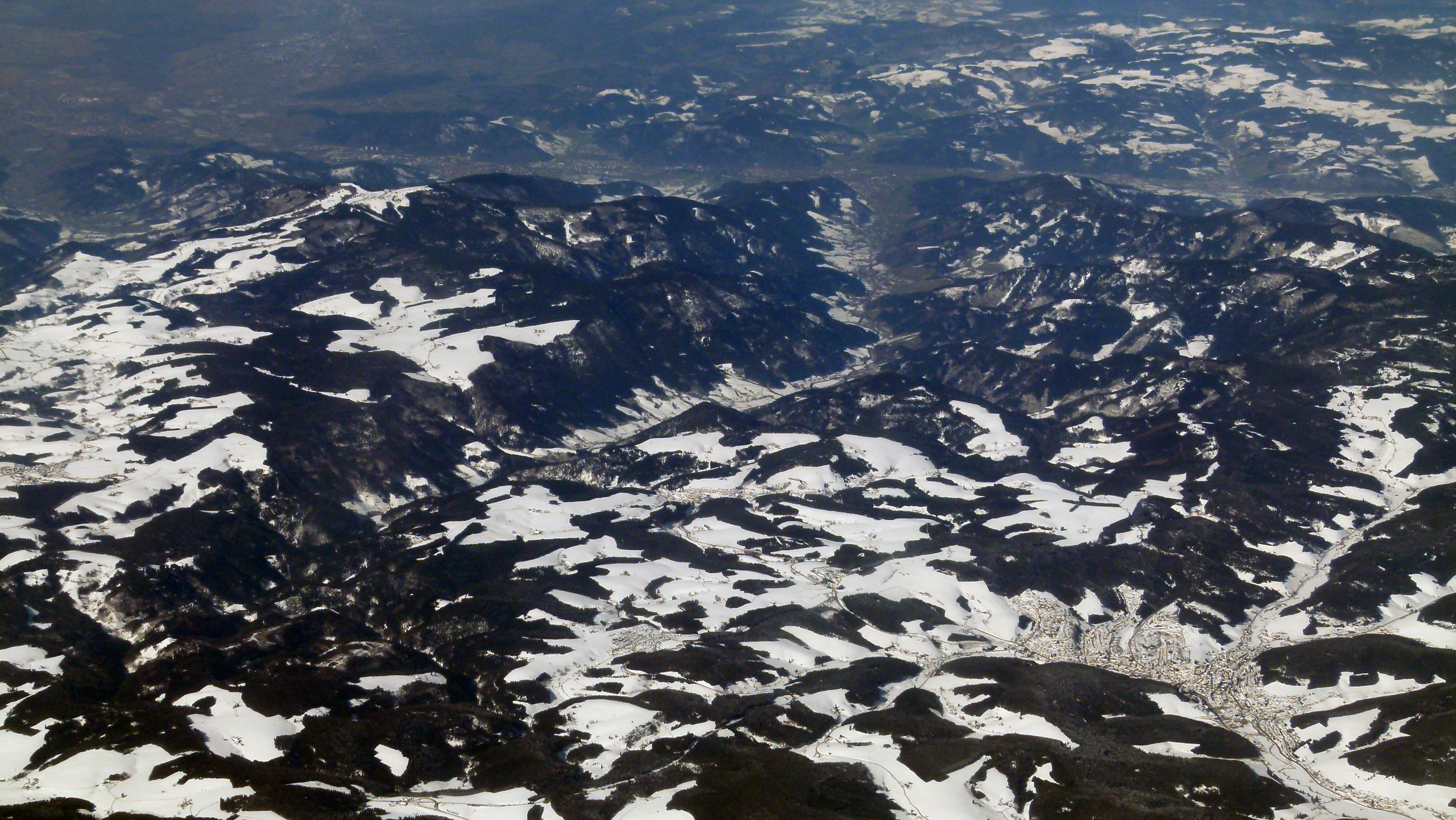
Luftaufnahme

Gütenbach liegt im mittleren Schwarzwald, etwa 7 km westlich von der Stadt Furtwangen im Schwarzwald, nahe der Wasserscheide Rhein-Donau (Rheinseite). Durch den Ort fließt der Teichbach, gebildet vom Vordertalbach und dem Hintertalbach, welche in der Ortsmitte zusammen fließen. Der Teichbach mündet nach Durchfließen der Teichschlucht bei der sogenannten Pfaffmühle in die Wilde Gutach.
Das Gemeindegebiet erstreckt sich über eine Höhenlage von 530 bis 1120 Meter und weist eine hohe Reliefenergie auf.
Die Siedlung Gütenbach ist ein Haufendorf in einem insgesamt ländlich geprägten Raum, das durch einen negativen Bevölkerungssaldo gekennzeichnet ist.
Die Böden setzen sich hauptsächlich aus weniger mächtigen Braunerden und Ranker zusammen, die sich auf dem variszisch gebildeten Grundgebirge, aus Graniten und Gneisen bestehend, entwickeln konnten. Dementsprechend liegen die Siedlungsleitlinien entlang von Kerbtälern bzw. Sohlenkerbtälern.
Über 62 % der Gemarkungsfläche ist bewaldet, was eine starke Podsolierung der Böden zur Folge hat.

### Nachbargemeinden
Die Gemeinde grenzt im Osten an die Stadt Furtwangen, im Süden an St. Märgen im Landkreis Breisgau-Hochschwarzwald und im Westen und Norden an Simonswald im Landkreis Emmendingen.

### Gemeindegliederung
Zur Gemeinde Gütenbach gehören das Dorf Gütenbach, der Weiler Scherensäge, die Zinken Breiteck, Hintertal, Hübschental, Im Grund, Ladstatt, Langengrund, Teich und Vogtsgrund, Häuser und Höfe Oberkilpachtal und Oberlehmannsgrund, die Höfe Eckhöfe, Ettenberg, Gschwendhöfe, Heiligenhof, Leimgrubenhof, Obergrundhof, Scherenhof, Untergrundhof und Unterlehmannsgrund und die Wohnplätze Gaisberg, Gaisdobel, Ganterhäusle, Gutenhof, Neueck, Neueckhöhe, Sattelhof und Unterkilpachtal.

### Schutzgebiete
Gütenbach hat Anteil am Landschaftsschutzgebiet Simonswälder Tal, am FFH-Gebiet Rohrhardsberg, Obere Elz und Wilde Gutach und am Vogelschutzgebiet Mittlerer Schwarzwald. Außerdem liegt die Gemeinde im Naturpark Südschwarzwald.

## Geschichte

### Bis 1806
Gütenbach wurde im Jahre 1360 erstmals als Wuotenbach urkundlich erwähnt und damit in der hochmittelalterlichen Rodungsperiode gegründet. Zwischen dem 15. und 16. Jahrhundert änderte sich die Bezeichnung in Wüttembach. Anfang des 17. Jahrhunderts kam das Dorf zur Herrschaft Triberg, die zu Vorderösterreich gehörte. 1806 wurde Gütenbach württembergisch, kam aber noch im selben Jahr zum neu geschaffenen Großherzogtum Baden.

### Einwohnerentwicklung
- 06. Juni 1961: 000001506 Personen
- 27. Mai 1970: 00000.1754 Personen
- 31. Dezember 1991: 1532 Personen
- 31. Dezember 1995: 1465 Personen
- 31. Dezember 2004: 1328 Personen
- 31. Dezember 2005: 1322 Personen
- 31. Dezember 2006: 1296 Personen
- 31. Dezember 2007: 1260 Personen
- 31. Dezember 2008: 1243 Personen
- 31. Dezember 2010: 1193 Personen
- 31. Dezember 2011: 1178 Personen
- 31. Dezember 2012: 1180 Personen
- 31. Dezember 2013: 1174 Personen
- 31. Dezember 2014: 1167 Personen
- 31. Dezember 2015: 1170 Personen
- 31. Dezember 2020: 1143 Personen

## Religionen

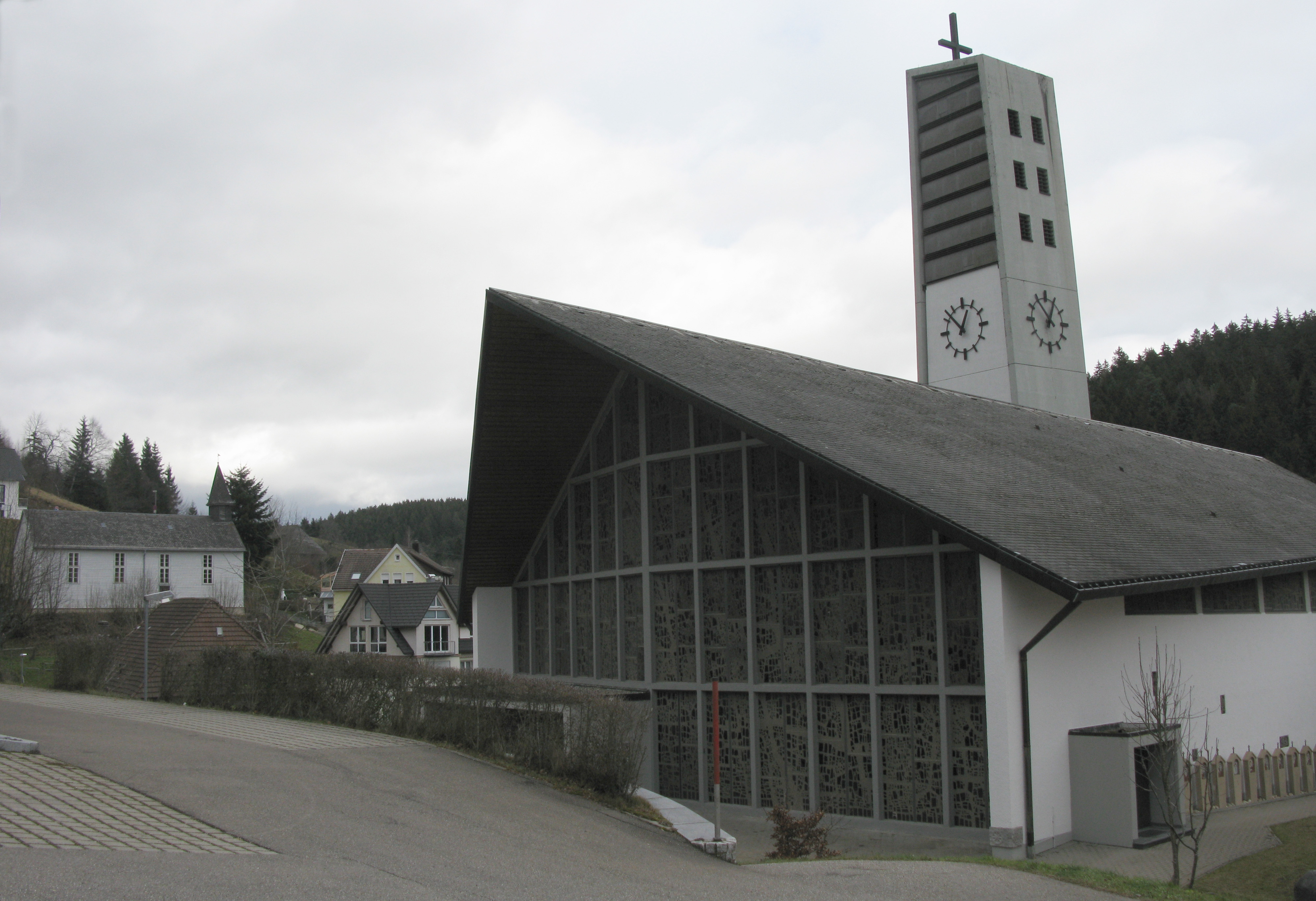
Kath. Kirche St. Katharina, im Hintergrund links die Altkatholische Kirche

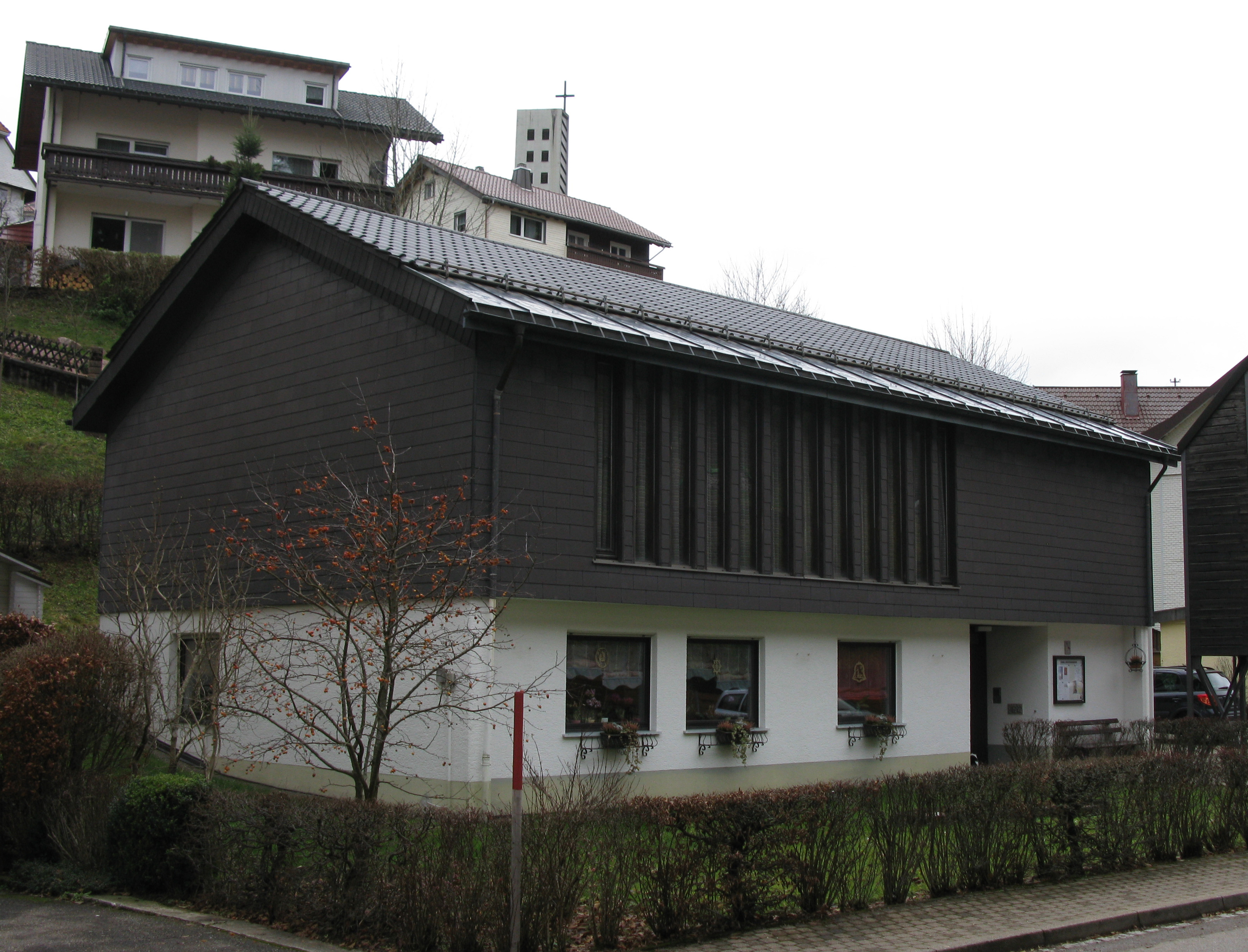
Ehemalige ev. Kirche

### Katholische Kirche
Gütenbach ist eine traditionell katholische Gemeinde. Die Pfarrkirche, 1963–65 nach Plänen von Lothar Schmitt erbaut, ist der Heiligen Katharina geweiht. Die 5 Glocken fertigte Friedrich Wilhelm Schilling. 1972 wurde die Orgel von der Firma Johannes Klais eingebaut. Der Kreuzweg wurde von Josef Wagenbrenner aus Rastatt gemalt. Die Pfarrgemeinde ist seit 2007 Teil der „Seelsorgeeinheit Oberes Bregtal“ im Erzbistum Freiburg. Die Kirche wurde 2018 als Kulturdenkmal unter Denkmalschutz gestellt und diente 1965 auch als Vorbild für den Modellbausatz B-235 („Moderne Kirche“) der ortsansässigen Gebrüder Faller.

### Evangelische Kirche
Die evangelische Pfarrgemeinde Gütenbach war die kleinste Pfarrgemeinde der Evangelischen Landeskirche in Baden. Die Seelsorge erfolgt von der Pfarrgemeinde Furtwangen aus. Die Gemeinde wurde am 1. Juli 2013 mit den Gemeinden in Furtwangen und Vöhrenbach fusioniert. Das gottesdienstliche und gemeindliche Leben wurde zunächst fortgeführt wie vor dem Zusammenschluss. Am 21. Juli 2021 wurde die 1973 eingeweihte Kirche entwidmet.

### Alt-Katholische Kirche
Gütenbach gehörte mit Neukirch und Furtwangen zu einem Zentrum der alt-katholischen Bewegung nach 1870. Heute ist Gütenbach nach wie vor eine eigenständige Kirchengemeinde in der Alt-Katholischen Kirche in Deutschland, die aber von der alt-katholischen Pfarrgemeinde Furtwangen betreut wird.

## Politik

### Verwaltungsgemeinschaft
Die Gemeinde gehört einer Vereinbarten Verwaltungsgemeinschaft mit der Stadt Furtwangen an.

### Gemeinderat
Die Kommunalwahl am 9. Juni 2024 wurde der Gemeinderat mit einer Wahlbeteiligung von 70,5 % durch Mehrheitswahl aus einer Einheitsliste gewählt. Der Gemeinderat besteht aus acht gewählten ehrenamtlichen Gemeinderäten und dem Bürgermeister als Vorsitzendem. Dieser ist im Gemeinderat stimmberechtigt.

### Bürgermeister
Rolf Breisacher übte seit Januar 2010 das Amt des Bürgermeisters aus.
Im Dezember 2017 wurde Lisa Wolber zur neuen Bürgermeisterin gewählt.

### Wappen
| Wappen der Gemeinde Gütenbach | Blasonierung: „In Silber (Weiß) ein achtspeichiges, links oben zerbrochenes schwarzes Rad mit spitzen Zacken.“ |
| Wappen der Gemeinde Gütenbach | Wappenbegründung: Das Wappen zeigt mit dem Rad das Attribut der Heiligen Katharina von Alexandrien, der Patronin der Gütenbacher Pfarrkirche. Es wurde im Jahre 1899 auf Vorschlag des Generallandesarchivs von der Gemeinde angenommen. Zuvor hatte die Gemeinde im Laufe des 19. Jahrhunderts Siegel geführt, in denen ein Gebäude und rechts und links daneben je ein Mann abgebildet sind. Verschiedene Deutungen dieses Siegelbilds sind möglich. Mit dem Gebäude könnte die bereits 1470 in Gütenbach existierende Kapelle der Heiligen Katharina gemeint sein. Auch an ein Wetterhäuschen oder eine Spieluhr der Brüder Matthias und Vinzenz Siedlin wurde gedacht. Die Tracht der Männer könnte auch auf die Glasbläserei oder den Bergbau hindeuten. Für keine dieser Erklärungen liegen jedoch eindeutige Beweise vor. |

## Kultur und Sehenswürdigkeiten

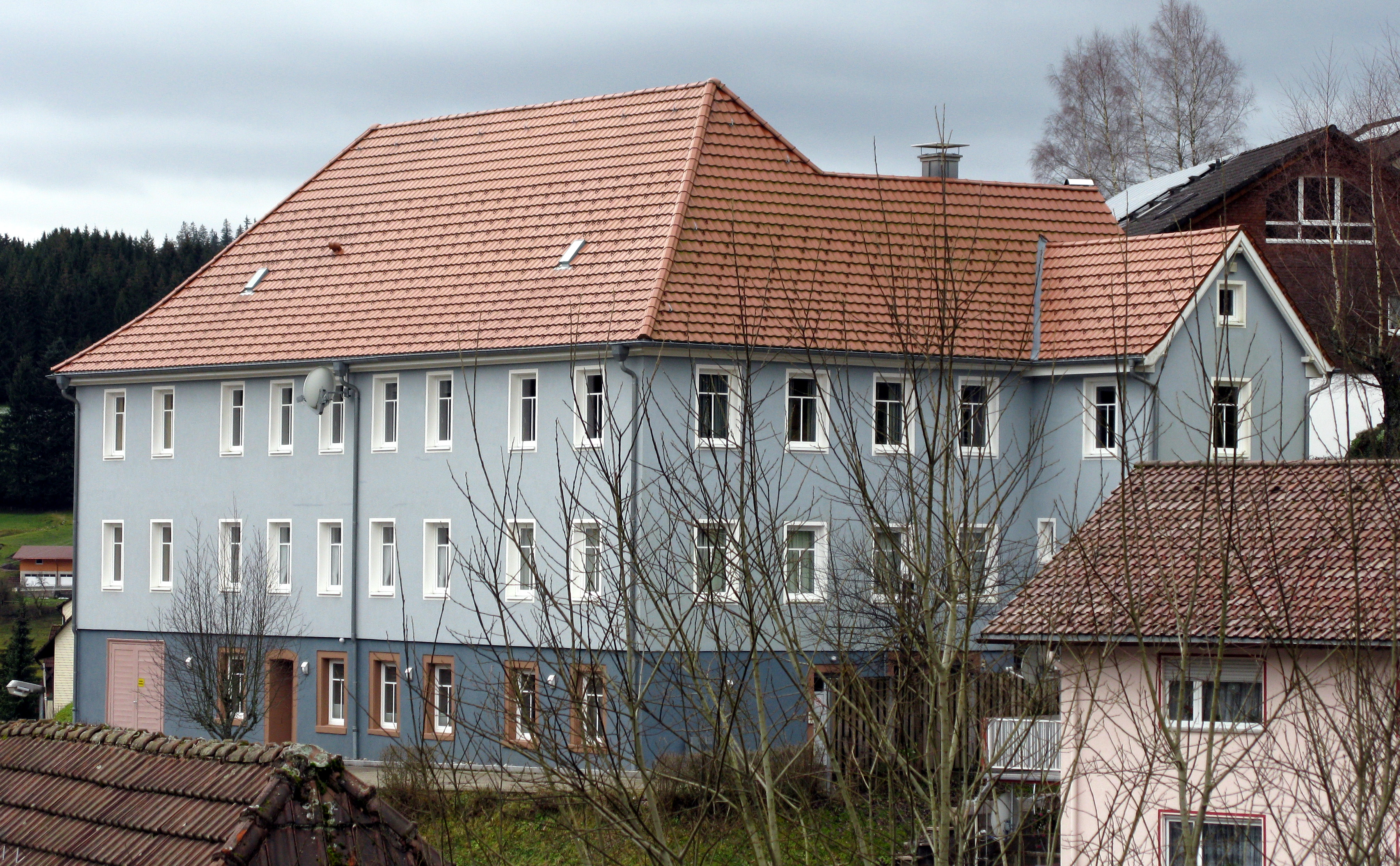
Altes Schulhaus mit dem Dorf- und Uhrenmuseum

Der Ort liegt an der Deutschen Uhrenstraße und am Schwarzwald-Querweg Schwarzwald–Kaiserstuhl–Rhein, die beide an vielen Sehenswürdigkeiten vorbeiführen.

### Theater
In freigewordenen Räumen der Uhrenfabrik Hanhart hat sich 1994 das hanh-art Kunstprojekt mit Kleinkunstbühne, Galerie und Ateliers angesiedelt.

### Museen
Im kleinen Dorfmuseum in der ehemaligen Schule finden sich viele Ausstellungsstücke zur Geschichte von Gütenbach, vor allem auch sehr schöne antike Uhren. Eine 2011 neu eingerichtete Ausstellung des Modellbau-Herstellers Gebrüder Faller in der Ortsmitte zeigt eine Vielzahl von Miniaturwelten.

### Musik
Gütenbach verfügt über einen Musikverein und einen Akkordeonspielring.

### Regelmäßige Veranstaltungen
Eine wichtige Rolle spielt die Fasnet. In Gütenbach existieren hier vor allem in der Narrengesellschaft Gütenbach die Narrenfigur des Jockele und des Platte-Wiebli.

### Wallfahrtsbuche
Der Balzer Herrgott⊙ im Süden der Gemarkung Gütenbach ist in eine Weidbuche eingewachsene steinerne Christusfigur. Sie steht zwischen der Hexenlochmühle und dem Weiler Wildgutach im Wald östlich oberhalb der oberen Wilden Gutach.

## Wirtschaft und Infrastruktur

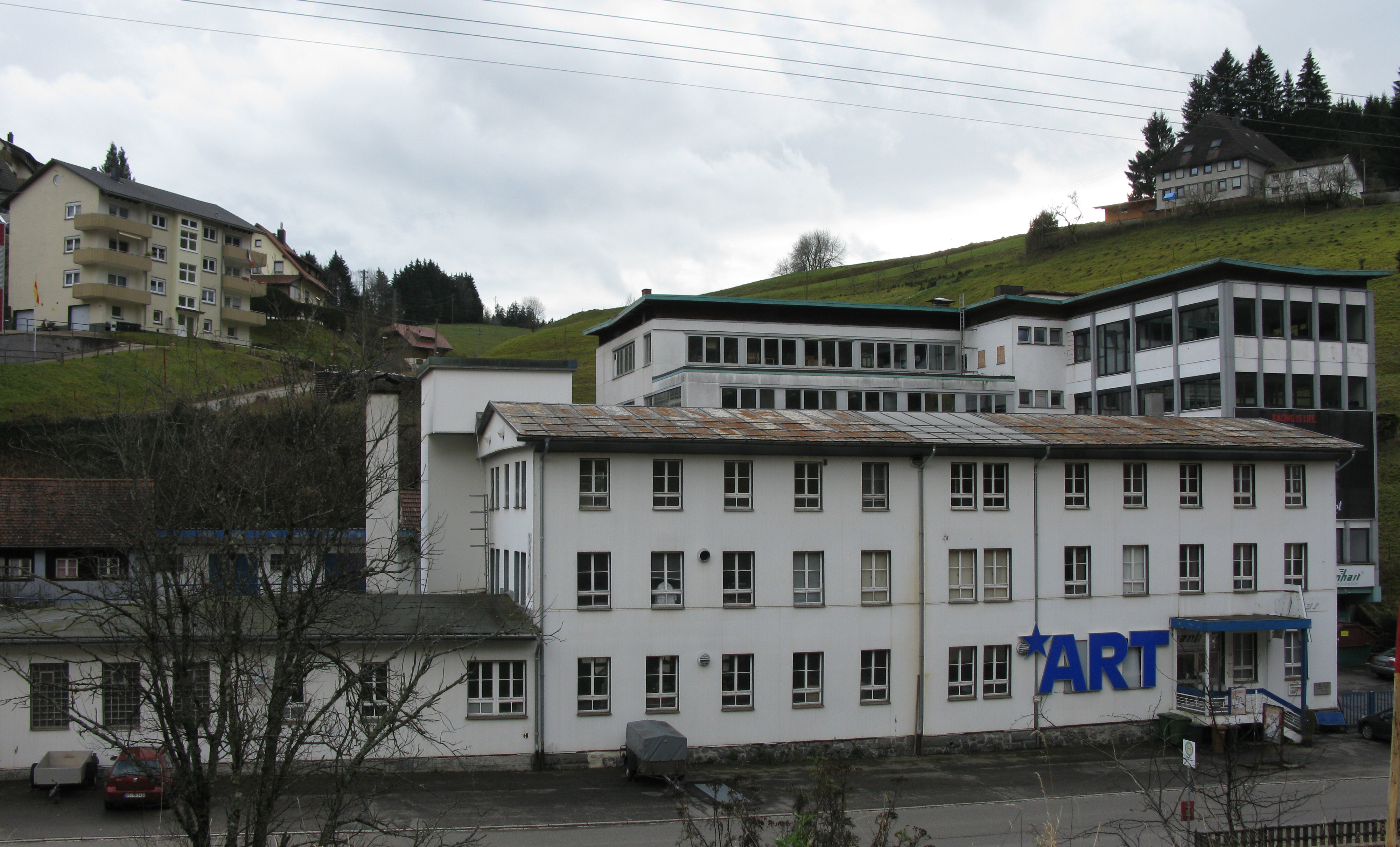
Uhrenfabrik Hanhart mit Kunstprojekt hanh-art

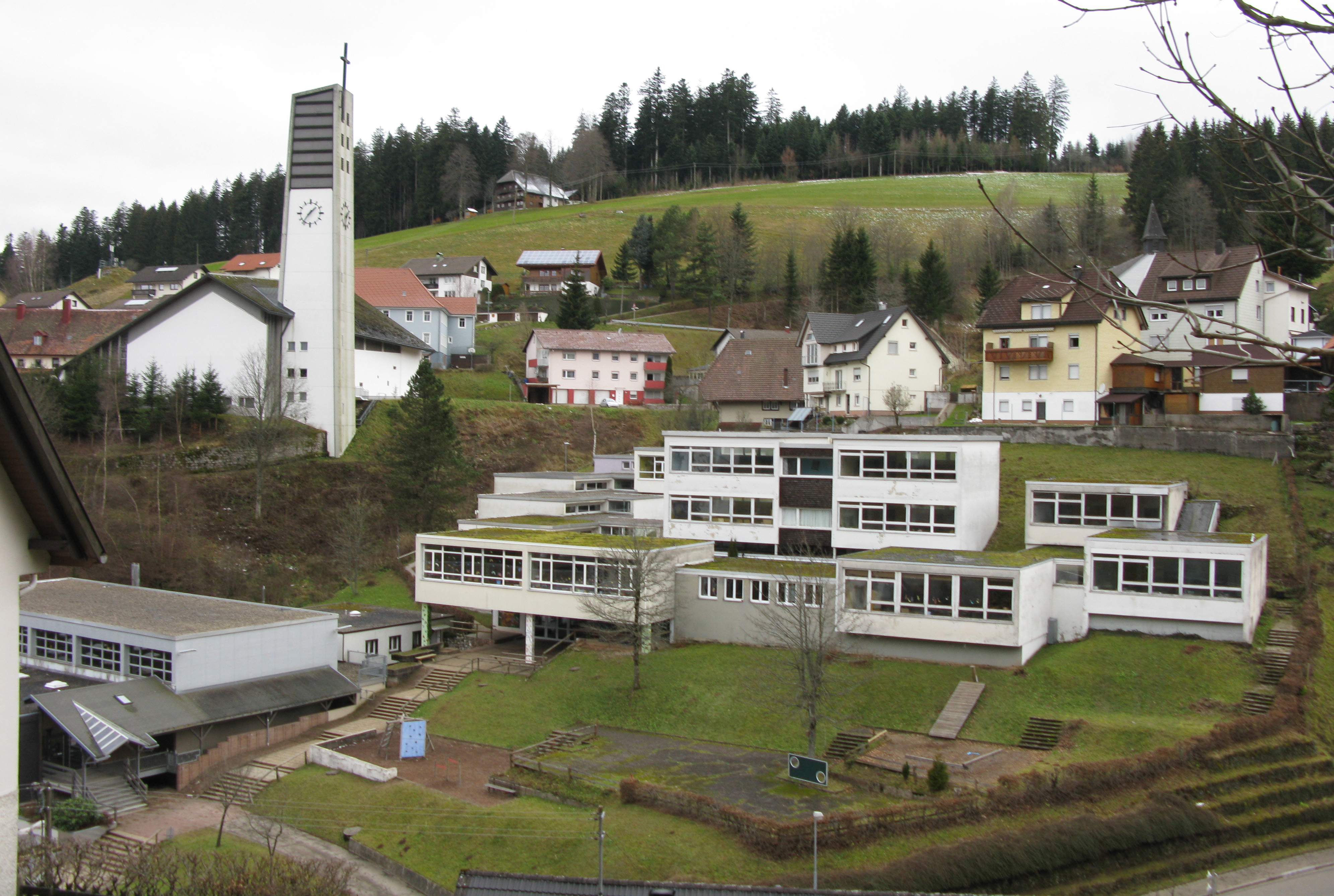
Katholische Kirche St. Katharina mit Grundschule und Kindergarten

Früher wurden hier, wie in vielen Schwarzwalddörfern, im Winter auf den Bauernhöfen Uhren hergestellt. Später etablierte sich auch eine bescheidene Uhrenindustrie in Gütenbach. Heute wird die Uhrenindustrie von der Uhrenmanufaktur Hanhart am Ortseingang von Simonswald her repräsentiert, darüber hinaus haben sich Spielwarenhersteller und Sondermaschinenbau angesiedelt.

### Verkehr
Gütenbach liegt an der Landesstraße 173. Es bestehen Verbindungen mit den Linien 7270 und 7272 der Südbadenbus GmbH über Simonswald nach Waldkirch und Furtwangen nach Triberg: Der ÖPNV wird im Verkehrsverbund Schwarzwald-Baar-Heuberg angeboten. Seit 2011 ist Gütenbach auch zum Tarif des RVF von Freiburg i. Br. erreichbar.

### Ansässige Unternehmen
Der größte Arbeitgeber im Ort ist Rena, ein Anbieter von Prozesstechnologie für nasschemische Anwendungen. Der Ort beheimatet außerdem die Modellbaufirma Faller. Ebenso produziert hier die Firma Hanhart als eine der letzten Uhrenfabriken in der ehemaligen Uhrmacher-Region vor allem Stoppuhren sowie exklusive Fliegeruhren. Aus der Blütezeit im 17. Jahrhundert ist von der Uhrenindustrie im Ort nur dieses Unternehmen übrig geblieben.

### Bildung
In Gütenbach gibt es eine Grundschule. Weiterführende Schulen befinden sich in Furtwangen. Für die jüngsten Einwohner gibt es einen römisch-katholischen Kindergarten.

## Persönlichkeiten

### Söhne und Töchter der Stadt
- 1787, 13. Juli, Alois Schertzinger, † 12. Februar 1864 in Sarata, Uhrmacher
- 1800, 6. April, Philipp Furtwängler, † 5. Juni 1867 in Elze, Orgelbauer
- 1809, 10. November, Wilhelm Furtwängler (Altphilologe), Großvater des Dirigenten Wilhelm Furtwängler
- 1937, 2. Mai, Manfred Hermann, † 22. Oktober 2011 in Freiburg im Breisgau, Kunsthistoriker und Pfarrer